# Adriano (higo)
Adriano es un cultivar de higuera de tipo higo común Ficus carica autofértil, unífera es decir con una sola cosecha por temporada los higos de verano-otoño, de higos con epidermis con color de fondo verde amarillento y sobre color rayas de color rojo, y numerosas grietas reticulares cuando madura. Se localiza cultivado en Canadá en la colección del cultivador Adriano y en jardines particulares y colecciones en Canadá y los Estados Unidos.

## Sinonimia
- „Adriano fig tree“,[6][7]

## Historia
Esta variedad de higuera fue obtenida por mutación en un clima norteño (Canadá). El cultivador Adriano tiene más de doscientas variedades de higueras, una de las colecciones privadas más grandes del mundo.
La variedad 'Adriano' se encuentra cultivada en la colección de higueras del cultivador de origen portugués Adriano quien lo considera el mejor de su colección.

## Características
La higuera 'Adriano' es un árbol de tamaño pequeño muy particular. Es una variedad unífera de tipo higo común, de producción abundante de higos dulces de sabor excepcional.
Los higos son de tipo pequeño a mediano de unos 20 gramos, de forma de peonza y algo más alargada en la zona del cuello, costillas marcadas; su epidermis delgada es de textura suave, con epidermis con color de fondo verde amarillento y sobre color rayas de color rojo, y numerosas grietas reticulares cuando madura, con numerosas lenticelas pequeñas de color blanquecino; pedúnculo amarillo verdoso de tamaño mediano y grueso. La carne (mesocarpio) de tamaño medio en grosor y de color blanco; ostiolo de tamaño mediano; cavidad interna muy pequeña con aquenios pequeños y numerosos; pulpa jugosa de color rosáceo a rojo.

## El cultivo de la higuera
Los higos 'Adriano' son aptos para la siembra con protección en USDA Hardiness Zones 7 a más cálida, su USDA Hardiness Zones óptima es de la 8 a la 10. El fruto de este cultivar es de tamaño pequeño, jugoso y dulce.
Se localiza cultivado en Canadá y también en jardines particulares de Estados Unidos.